# Mount Morris (Michigan)
Mount Morris è un comune degli Stati Uniti d'America, situato nello Stato del Michigan, nella contea di Genesee.